# テチャーナ・マリャルチュック

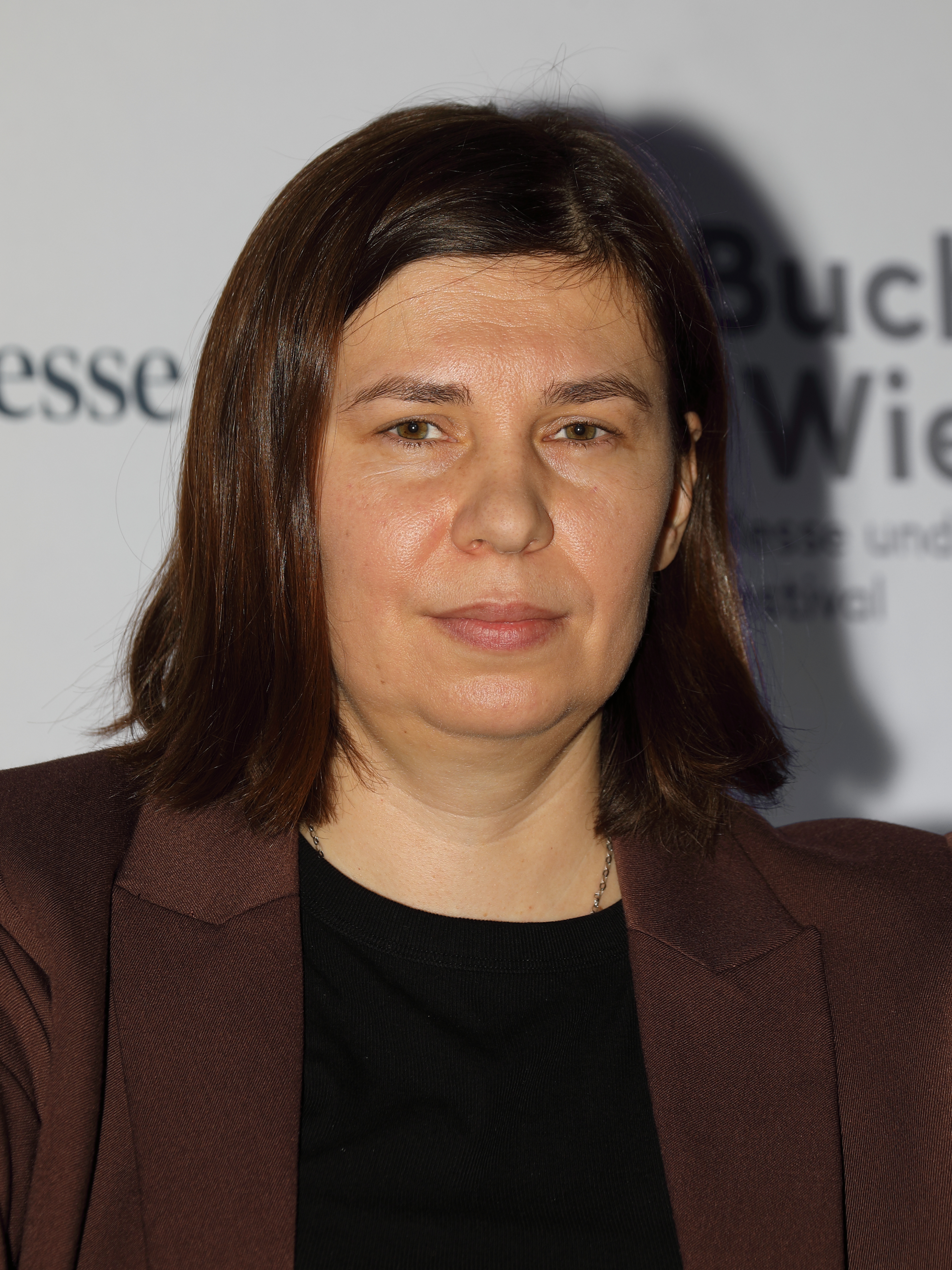

テチャーナ・マリャルチュック（ウクライナ語：Тетяна Малярчук、1983年 - ）は、ウクライナの現代作家、ジャーナリスト。1983年にイヴァーノ＝フランキーウシクに生まれた。ターニャ・マリャルチュック表記もある。
オーストリアのウィーン在住で、ウクライナ語とドイツ語で執筆をする。2019年時点で小説7作と児童書1冊を発表している。ジャンルやスタイルは幅広く、マジック・リアリズムの作品や、思想家ビャチェスラフ・リピンスキの伝記的小説、ディストピア小説などがあり、物語では人と違った面を持つ主人公が多い。

## 主な著作
- 『Ендшпіль Адольфо, або троянда для Лізи』, 2004
- 『上から下へ。恐怖の本』／『Згори вниз. Книга страхів』, 2006
- 『あたしがどうやって聖人になったか』／『Як я стала святою』, 2006
- 『Говорити』, 2007

## 関連文献
- オリガ・ホメンコ(Ольга Хоменко)「女性の顔を持つウクライナ : 歴史的な伝統,社会規範,メディアでのイメージと最近のトレンド」『神戸学院経済学論集』第52巻3・4、神戸学院大学経済学会、2021年3月、13-27頁、2024年3月3日閲覧。